# Кайзер, Генри Джон
Ге́нри Джон Ка́йзер (англ. Henry John Kaiser; 9 мая 1882 — 24 августа 1967) — американский промышленник и предприниматель, основатель ряда крупных промышленных и коммерческих компаний.

## Биография

### Ранние годы
Кайзер родился в Спрут-Бруке (англ.) (штат Нью-Йорк) в семье иммигрантов из Германии.
В возрасте двадцати лет он работал учеником фотографа и к 20 годам имел собственную фотостудию в Лейк-Плэсиде. Используя собственные сбережения в 1906 году переехал на западное побережье США в штат Вашингтон и в 1914 году основал дорожную компанию, одну из первых, которая использовала тяжёлые строительные машины. В 1927 году его компания значительно расширилась после получения $20-миллионного контракта на строительство дорог на Кубе. В 1931 году его компания стала одним из основных подрядчиков строительства дамбы Гувера, а также дамб Бонневилль (англ.) и Гранд-Кули на реке Колорадо.
Затем Кайзер построил верфи в Сиэтле и Такоме, где начал массовое внедрение таких методов, как сварка вместо заклёпок.

### Вторая мировая война
Самым известным детищем Кайзера стали названные в его честь верфи — Kaiser Shipyard в Ричмонде, штат Калифорния. В годы Второй мировой войны грузовые корабли серии «Либерти» выпускались в среднем каждые 45 дней. Однажды компания построила корабль за четыре дня. Им стал Robert E. Peary водоизмещением 10 500 тонн. Он был заложен 8 ноября 1942 года и спущен на воду с верфи Richmond Shipyard #2 12 ноября. Срок постройки судна составил четыре дня и 15 с половиной часов. Предыдущий рекорд принадлежал кораблю Joseph M. Teal серии «Либерти», построенному за десять дней.
Посещение одним из соратников Кайзера заводов Ford привело к массовому использованию сварки вместо заклёпок при строительство кораблей. Этот метод был проще и выгоднее, так как позволял быстрее обучать чернорабочих, многие из которых были женщинами.
Другие верфи Кайзера располагались в Райан-Пойнт (Ryan Point) в Ванкувере, Канада, и на Суон Айленд (Swan Island) в Портленде, штат Орегон. Небольшое судно, построенное за 71 час и 40 минут, было спущено на воду с верфи Ванкувера 16 ноября 1942 года. Разработанная им концепция массового производства коммерческих и военных судов используется и сегодня. Вместе с доктором Сидни Гарфилдом (Sydney Garfield) он основал Kaiser Permanente HMO. Кайзер производил корпуса для сотен небольших американских кораблей, ходивших в Тихом и Атлантическом океанах.
Одной из проблем, связанной с использованием сварных корпусов, являлась их разрушаемость в холодных морях — на корпусах часто образовывались трещины, приводившие к разлому корабля на две части. Поэтому были произведены некоторые изменения конструкции и введена более жёсткая система контроля сварки в 1947 году, что позволило предотвратить потери кораблей «Либерти» до 1955 года.
Будучи членом группы компаний Six Companies, Кайзер сыграл главную роль в деятельности Joshua Hendy Iron Works, поставлявшей паровые двигатели тройного действия EC-2 для кораблей «Либерти».
Кайзер вместе со своими партнёрами основал Калифорнийскую судостроительную корпорацию (California Shipbuilding Corporation).
Госпиталь Kaiser Richmond Field Hospital для верфей Кайзера, финансируемый американской Морской комиссией (U.S. Maritime Commission), был открыт 10 августа 1942 года. Госпиталь, руководимый доктором медицинских наук Сидни Гарфилдом, имел трёхуровневую систему медицинского обслуживания, включавшую себя шесть оборудованных пунктов первой помощи на верфях, а также главную больницу в Оукленде, Калифорния, для наиболее критических случаев.
К августу 1944 года 92,2 % всех рабочих верфей в Ричмонде присоединились к первому в стране плану добровольного медицинского страхования. После войны программа была расширена также и на членов семей рабочих, и к 1990 году Kaiser Permanente являлась крупнейшей некоммерческой HMO в США.

### Послевоенный период

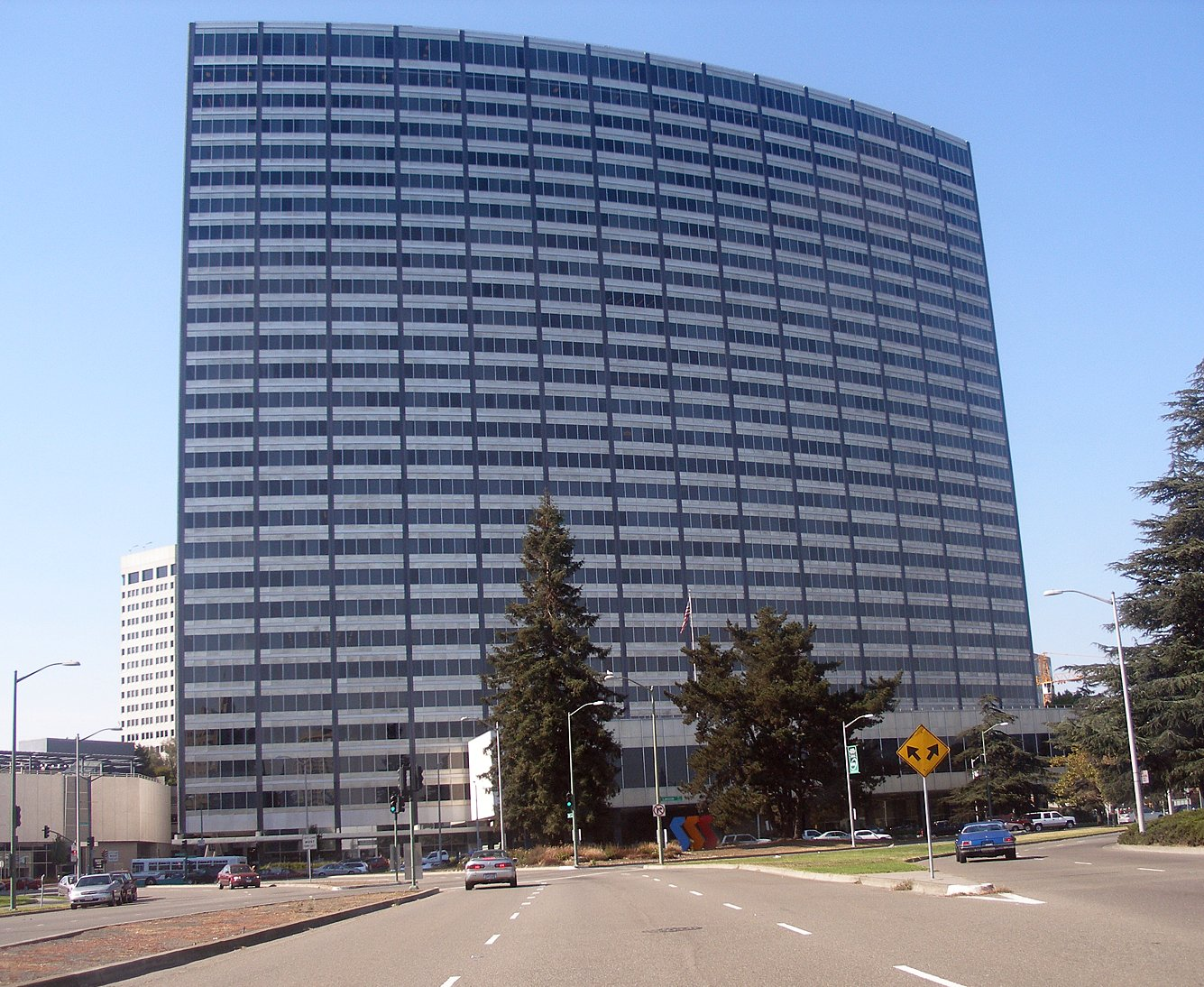
Здание Kaiser Center в центре Окленда, штаб-квартира Kaiser Industries. Долгое время являлось самым высоким зданием в Окленде.

После войны Кайзер основывал пригородные сообщества (suburban community) Hawaiʻi Kai (англ.) в Гонолулу (штат Гавайи) и Panorama City (англ.) в Лос-Анджелесе (штат Калифорния).
В 1945 году Кайзер совместно с ветераном автоиндустрии Джозефом Фрейзером основал автомобильную компанию из остатков Graham-Paige, в которой Фрейзер являлся президентом. Ими был приобретён бывший оборонный завод Уиллоу-Ран в Мичигане, ранее принадлежавший Ford и выпускавший военные самолёты. Kaiser Motors выпускал легковые автомобили под марками Kaiser и Frazer до 1955 года, когда было принято решение отказаться от производства легковых автомобилей в США и перенести его в Аргентину. В конце 1960-х годов аргентинское предприятие было продано Renault.
В 1953 году Кайзер приобретает Willys-Overland, выпускающий линию Jeep и грузовые автомобили, который переименовывается в Willys Motors. В 1963 году название изменено на Kaiser-Jeep, а в 1970 году эта фирма продана American Motors Corporation. Взамен Кайзер получил 22 % долю акций AMC (впоследствии был лишён).
В 1946 году основана компания Kaiser Aluminum, сначала арендовавшая, а затем и выкупившая у правительства США три алюминиевых завода. В последующие десятилетия Kaiser Aluminum создала производства во всех подотраслях алюминиевой промышленности, включая добычу и переработку бокситов, производство глинозема, алюминия, полуфабрикатов и готовой алюминиевой продукции.
В 1948 году основан некоммерческий Фонд семьи Кайзер (англ. Kaiser Family Foundation), занимающийся, в основном, проблемами здравоохранения в США и не связанный с Kaiser Permanente и Kaiser Industries.
Kaiser Permanente Federal Credit Union создан в 1952 году для служащих Kaiser Foundation Hospitals, в составе Permanente Medical Group, Inc. и Kaiser Foundation Health Plan, Inc.
Kaiser Federal Bank создан в 1953 году для кредитования сотрудников Kaiser Foundation Hospital в Лос-Анджелесе. В 1999 году он преобразован в федеральный сберегательный банк. Kaiser Federal Financial Group, Inc. в Мэриленде распоряжается всеми находящимися в обращении акциями Kaiser Federal Bank, которые котируются на NASDAQ под тикером «KFFG».
В последние годы своей жизни Кайзер занимался улучшением ландшафта в Гонолулу. Им основан Kaiser Hawaiian Village Hotel, ныне — Hilton Hawaiian Village. Кайзер также построил первый коммерчески успешный геодезический курорт на Гавайях.

### Смерть
Кайзер скончался 24 августа 1967 года в Гонолулу в возрасте 85 лет и похоронен на кладбище Маунтин-Вью (англ. Mountain View) в Окленде (Калифорния).